# یواس‌اس همپتون (اس‌اس‌ان-۷۶۷)
یواس‌اس همپتون (اس‌اس‌ان-۷۶۷) (به انگلیسی: USS Hampton (SSN-767)) یک زیردریایی است که طول آن ۱۱۰٫۳ متر (۳۶۱ فوت ۱۱ اینچ) می‌باشد. این زیردریایی در سال ۱۹۹۲ ساخته شد.